# Castel dell'Ovo
El Castel dell'Ovo (literalmente, «castillo del huevo»), es el castillo más antiguo de la ciudad de Nápoles, Italia, y uno de los elementos que más destacan en el panorama del golfo de Nápoles. Se encuentra entre los barrios de San Ferdinando y Chiaia, frente a la Via Partenope. Debido a varios eventos que han destruido parcialmente el aspecto normando original y a las posteriores obras de reconstrucción realizadas durante las épocas angevina y aragonesa, el aspecto del castillo ha cambiado drásticamente hasta llegar al estado en el que se presenta actualmente.

## Origen del nombre
Una antigua leyenda afirma que su nombre procede de que el poeta latino Virgilio tenía escondido en las mazmorras del edificio un huevo mágico que tenía el poder de mantener en pie toda la fortaleza. Sin embargo, su rotura habría provocado no solo el derrumbe del castillo, sino también una serie de ruinosas catástrofes a la ciudad de Nápoles. Durante el siglo xiv, en la época de Juana I, el castillo sufrió graves daños a causa del derrumbe parcial del arco sobre el que se apoyaba y, para evitar que entre la población se difundiera el pánico por las presuntas futuras catástrofes que iban a golpear a la ciudad, la reina tuvo que jurar haber sustituido el huevo.

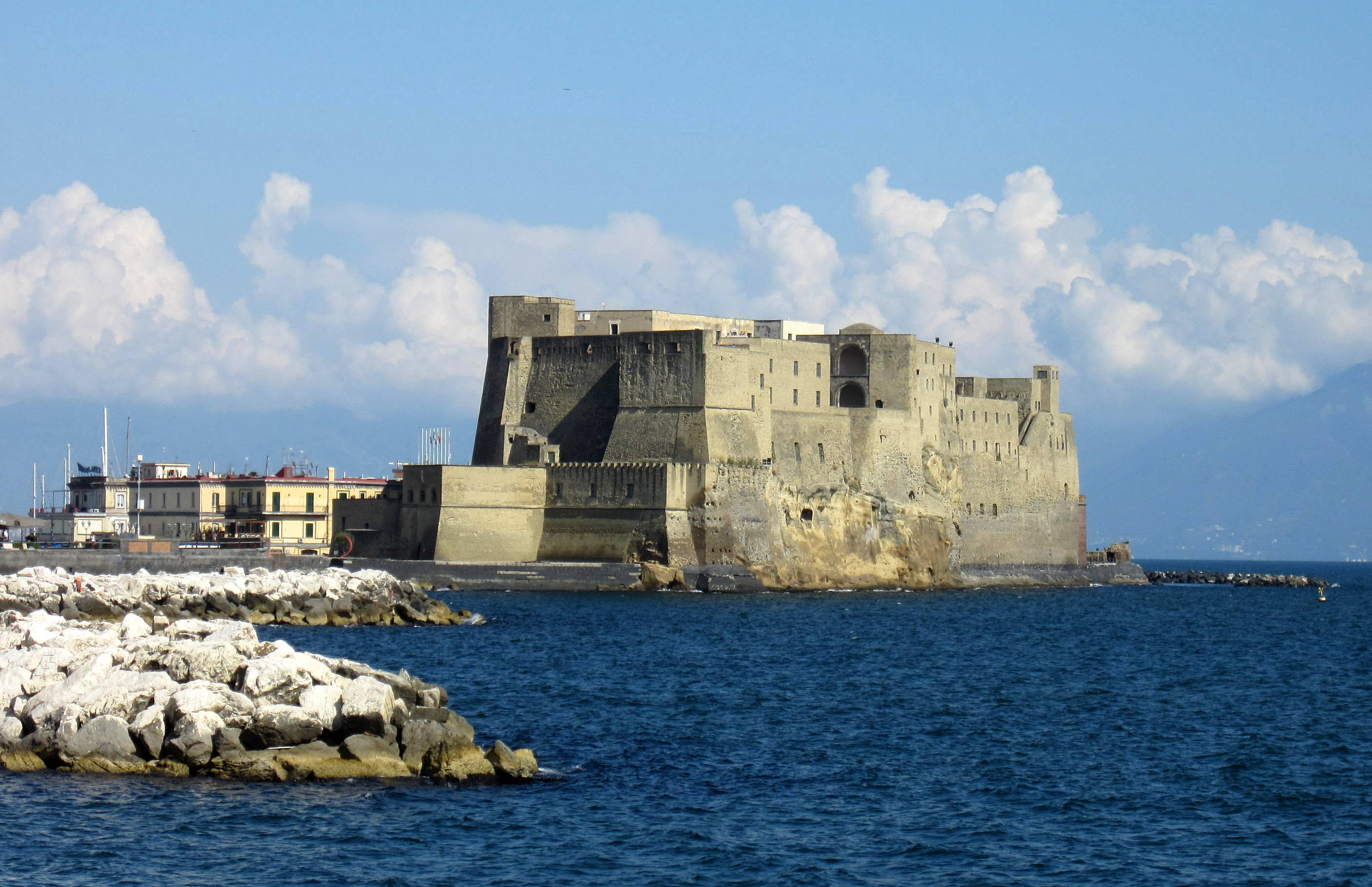
Otra vista del castillo.

Esta fue una de las muchas leyendas que se atribuyeron en la Edad Media a la figura de Virgilio, resultado de que el poeta vivió durante mucho tiempo en Nápoles, ciudad que amaba profundamente y en la cual se había convertido en un personaje conocido y respetado y al que la credulidad popular había atribuido poderes mágicos. Como relata Bartolomeo Caracciolo llamado Carafa (1300-1362) en el capítulo xvii de su Chronichrimo tempio, erróneamente atribuido a Giovanni Villani, en realidad Virgilio, amigo del entonces magister civium (alcalde) de la ciudad, un sobrino del emperador Augusto llamado Marcelo, había sido contratado como asesor para las obras de remodelación que urgían a la ciudad, un aglomerado urbano entonces muy contaminado porque carecía de alcantarillas y estaba oprimido por zonas palúdicas infestadas de roedores e insectos portadores de enfermedades. Virgilio, buen conocedor de la materia porque había recibido enseñanzas sobre esa materia de su padre, el cual había sido terrateniente, agricultor, apicultor y ganadero, dirigió ambiciosas y numerosas obras de saneamiento, aunque, como recuerda su tumba, fue recordado sobre todo por haber promovido la excavación de la larga galería subterránea que conducía de Mergellina a Bagnoli y que evitaba a los viajeros el agotador ascenso de la colina de Posillipo o, como alternativa, el largo desvío para utilizar el otro paso subterréno, el de Seiano, para alcanzar el cual había que recorrer toda la costa de Posillipo. Como todas esas obras tuvieron un gran y extraordinario éxito, eliminando grandes dificultades que habían hecho muy difícil la vida a los napolitanos desde hacía siglos, estos empezaron a considerar a Virgilio como una especie de mago, quizá también inducidos a esto porque la familia de su madre pertenecía a la gens Magia.
Sin embargo, este rumor del huevo en el castillo surgió no antes de la Baja Edad Media, y probablemente fue inventada para explicar de una manera fantástica por qué el Castrum Lucullianum se había ganado ese nombre popular de castello dell'ovo, nombre que ya se lee en los documentos del siglo xiii relativos al reinado de Carlos I de Anjou y que en realidad se debía a su forma ovular, forma que le había sido dada por Roger el Normando en el siglo anterior cuando lo reconstruyó sobre las ruinas preexistentes. El antes mencionado Carafa relató esa leyenda con gran riqueza de detalles, junto con varias otras relacionadas con Virgilio.
Desgraciadamente, las verdades históricas a veces son olvidadas y perdidas, mientras que las leyendas son muy longevas y en ocasiones incluso los historiadores las toman en consideración, pero afortunadamente los archivistas napolitanos del siglo xix descubrieron documentos que decían que había sido precisamente la particular forma del castillo —posteriormente llamado oficialmente «di S. Salvatore» porque contenía una iglesia dedicada a ese santo— la que habían hecho que surgiera ese nombre popular.

## Historia

### Megaride y elCastrum Lucullanum

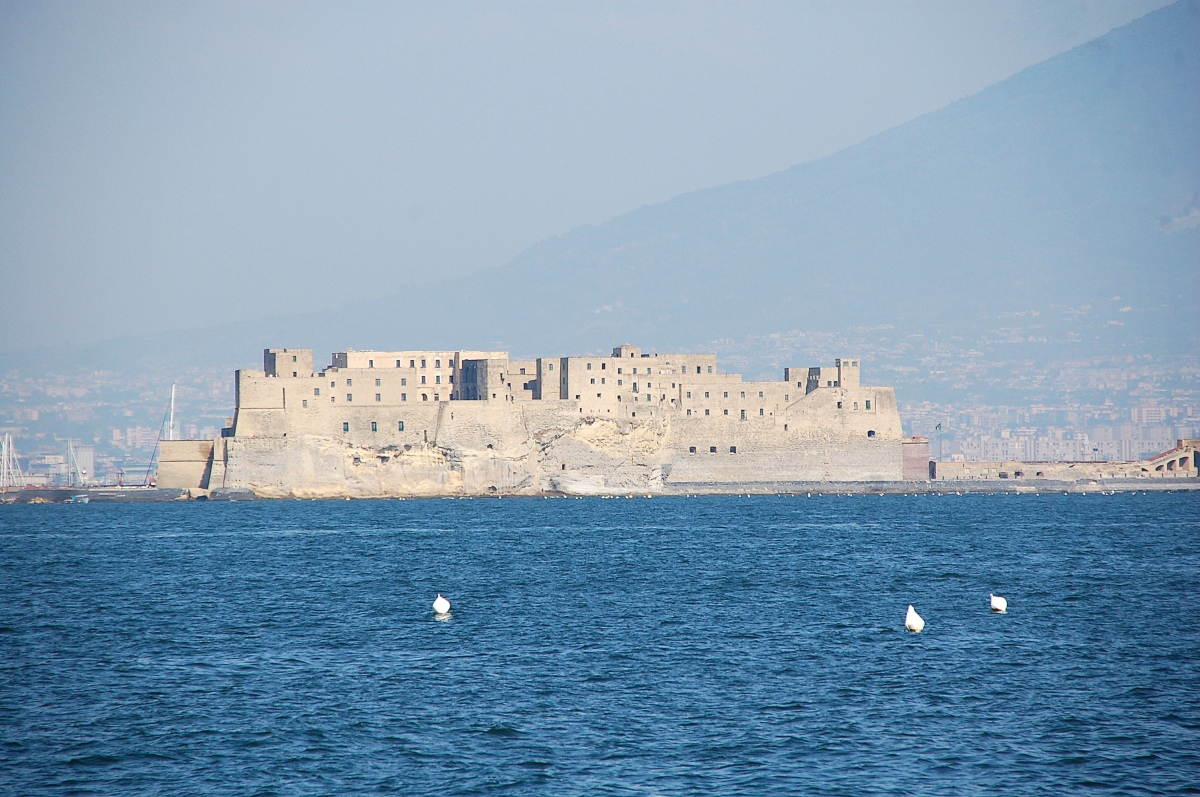
Vista desde el mar.

El castillo se encuentra sobre el islote de tufo de Megaride, prolongación natural del Monte Echia, que estaba unido a la tierra por un sutil istmo de roca. Este es el lugar donde fue fundada Parténope en el siglo VIII a. C. por colonos de la ciudad de Cumas.
En el siglo I a. C. Lucio Licinio Lúculo compró en la zona una parcela muy grande (que según algunas hipótesis iba desde Pizzofalcone hasta Pozzuoli) y construyó sobre la isla una espléndida villa, la Villa de Licinio Lúculo, que estaba dotada de una riquísima biblioteca, de granjas de morenas y de melocotoneros importados de Persia, que para la época eran una novedad, junto con los cerezos que el general había hecho llegar desde Cerasunte. La memoria de esta propiedad perduró en el nombre de Castrum Lucullanum que el lugar mantuvo hasta la época tardorromana.
En tiempos más oscuros para el imperio —mediados del siglo v— la villa fue fortificada por Valentiniano III y le tocó la suerte de albergar al depuesto último emperador de Roma, Rómulo Augústulo, en el 476. Tras la muerte de Rómulo Augústulo, ya a finales del siglo v, en el islote de Megaride y en el monte Echia se instalaron monjes basilios llamados de Panonia. Instalados inicialmente en celdas dispersas (llamadas «eremitorios basilianos»), los monjes adoptaron en el siglo vii la regla benedictina y crearon un importante scriptorium (teniendo probablemente a disposición también lo que quedaba de la biblioteca de Lúculo).

### La Edad Media: el Ducado de Nápoles, los normandos, suevos y angevinos

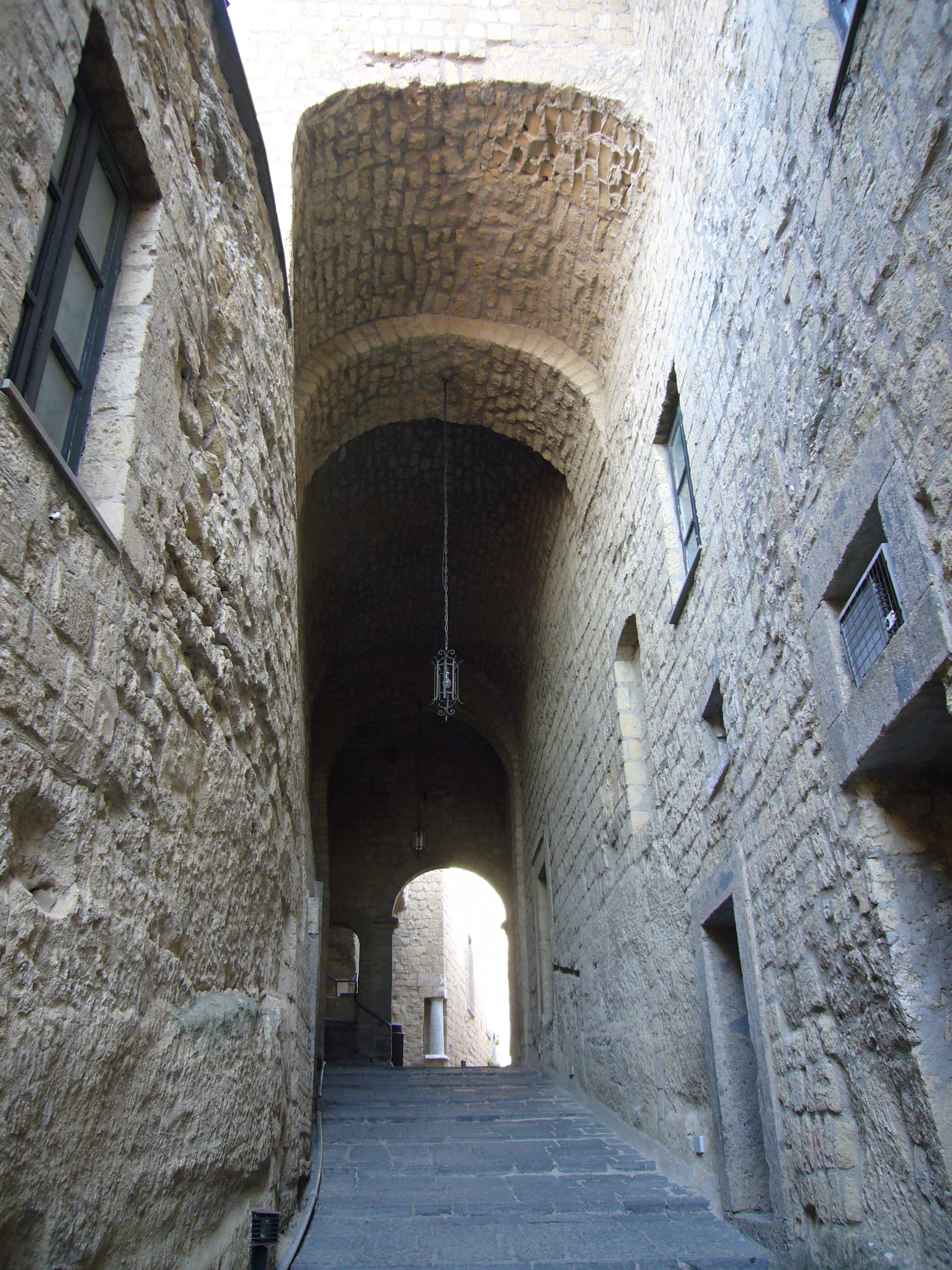
El interior del castillo.

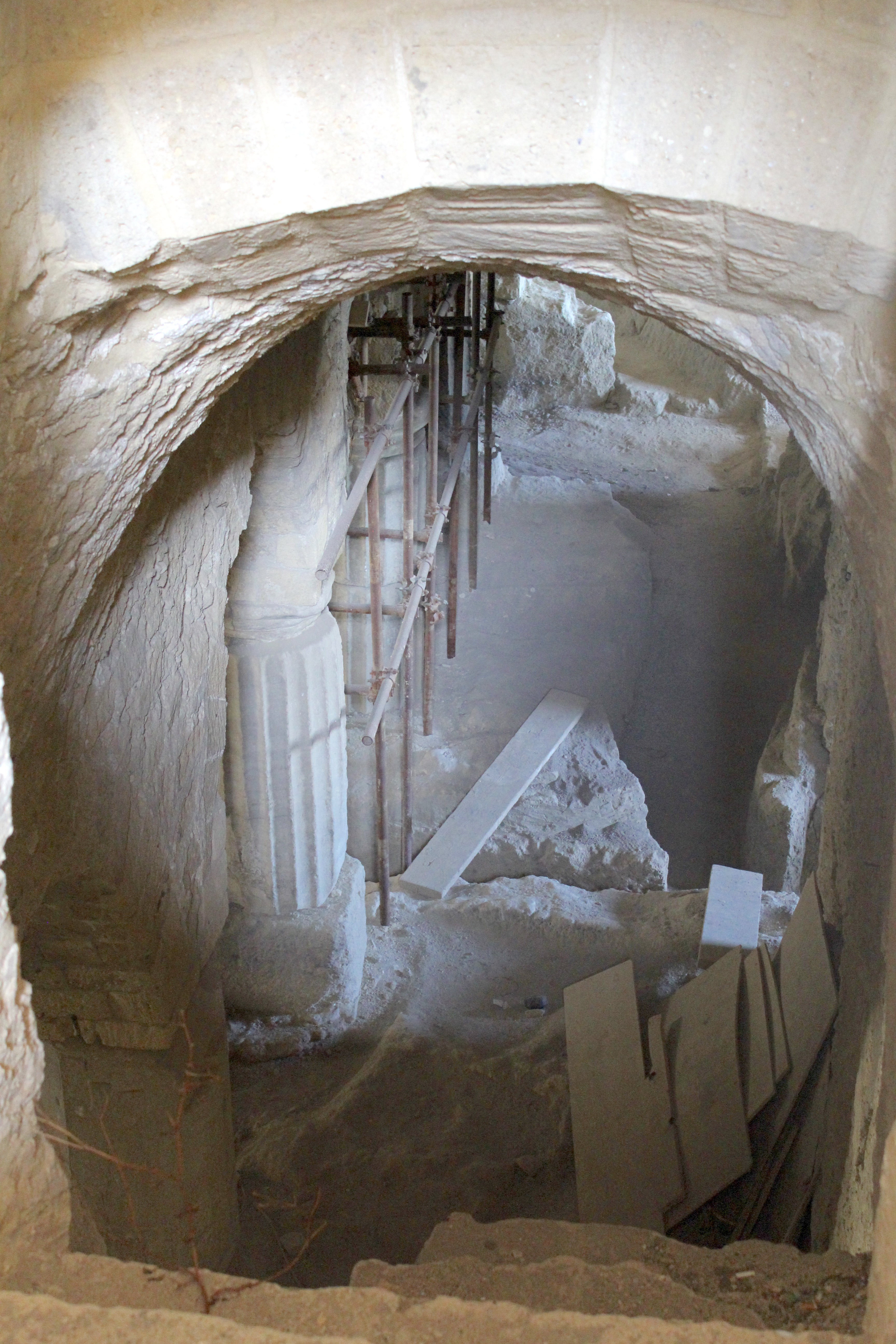
Eremitorio basiliano.

En 872, en el islote llamado en la época de San Salvatore los sarracenos apresaron al obispo Atanasio de Nápoles, pero el esfuerzo conjunto de las flotas del Ducado de Nápoles y de la República de Amalfi permitió liberar al obispo y expulsar a los musulmanes. Sin embargo, el complejo conventual fue derribado a principios del siglo x por los duques de Nápoles, para evitar que se fortificaran de nuevo allí los sarracenos y lo usaran como base para la invasión de la ciudad, y los monjes se retiraron a Pizzofalcone.
En un documento de 1128 se mencionó nuevamente la existencia de una fortificación en el lugar, denominada Arx Sancti Salvatoris por la iglesia de San Pedro, que habían construido allí los monjes. Testimonio del asentamiento de los monjes basilianos es lo que queda de este lugar de culto, fundado por estos monjes y cuyas primeras noticias datan de 1324. El único elemento arquitectónico relevante que se ha conservado es la entrada, precedida por los grandes arcos de la logia.
Cuando Roger el Normando conquistó Nápoles en 1140, hizo del Castel dell'Ovo su sede. Sin embargo, el uso residencial del castillo era aprovechado solo en pocas ocasiones dado que, tras la finalización del Castel Capuano, se trasladaron allí todas las directrices de desarrollo y de comercio hacia tierra. Con los normandos, se inició un programa de fortificación sistemática del lugar, que tuvo su primer baluarte en la torre Normandia, sobre la que ondeaban las banderas.
Tras el paso del reino a los suevos a través de Constanza de Altavilla, el Castel dell'Ovo fue fortificado adicionalmente en 1222 por Federico II, que hizo de él la sede del tesoro real e hizo construir otras torres: la Torre di Colleville, la Torre Maestra y la Torre di Mezzo. En esos años, el castillo se convirtió en palacio real y prisión estatal.
El rey Carlos I de Anjou trasladó al Castel Nuovo la corte, pero mantuvo en el Castel dell'Ovo —que precisamente en este periodo empezó a ser denominado chateau de l'oeuf o castrum ovi incantati— los bienes que se debían custodiar en el lugar mejor fortificado. Hizo de él también la residencia de la familia real, realizando con este objetivo numerosas restauraciones y modificaciones, y mantuvo allí el tesoro real. En esta época, en cuanto prisión de estado, en el castillo fue encerrado Conradino de Hohenstaufen antes de ser decapitado en la Piazza del Mercato, y los hijos de Manfredo de Sicilia y de la reina Helena Angelina Ducaina.
Tras un evento sísmico que en 1370 había hecho que se derrumbara el arco natural que constituía el istmo, la reina Juana I lo hizo reconstruir en albañilería, restaurando también los edificios normandos. Tras haber habitado el castillo como soberana, la reina fue encarcelada aquí por su sobrino Carlos de Durazzo, antes de terminar en el exilio en Muro Lucano.

### Los aragoneses, los virreyes y los Borbones
Alfonso V de Aragón, iniciador de la dominación aragonesa de Nápoles (1442–1503), aportó al castillo nuevas remodelaciones, enriqueciendo el palacio real, restaurando el muelle, potenciando las estructuras defensivas y bajando las torres. Después de que le sucediera en el trono su hijo Ferrante I, tras recibir saqueos de las milicias francesas, para reapropiarse del castillo tuvo que bombardearlo con la artillería.

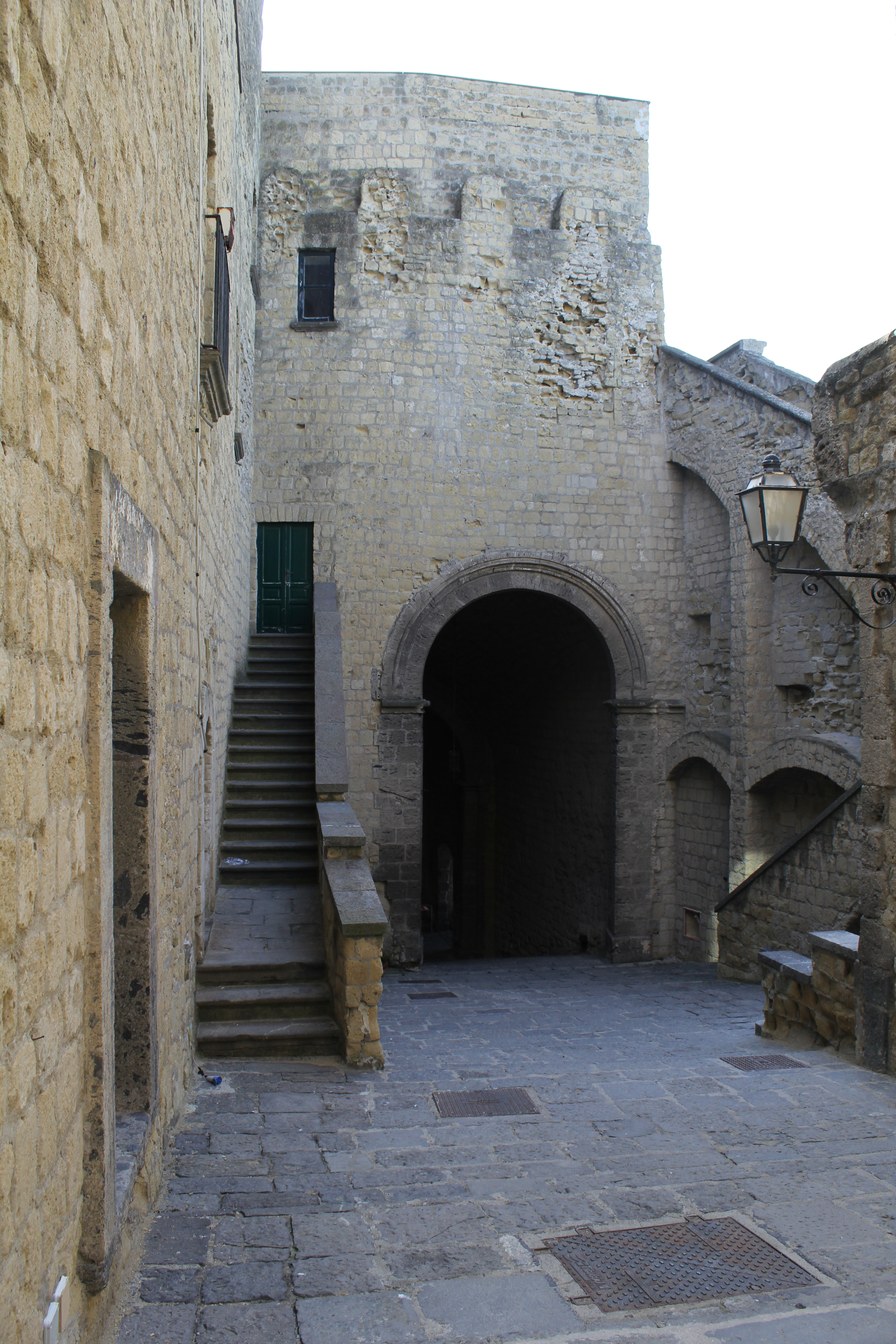
La Torre dei Normanni.

El castillo fue dañado nuevamente por los franceses de Luis XII y por los españoles de Gonzalo Fernández de Córdoba, que expulsaron a los franceses en nombre de Fernando II de Aragón, rey de España y último rey aragonés de Nápoles. En 1503 el asedio de Fernando el Católico derribó definitivamente lo que quedaba de las torres. Posteriormente el castillo fue remodelado de nuevo profundamente, asumiendo así la forma que vemos en la actualidad. Como consecuencia de la evolución de los sistemas de armamento —de las armas de lanzar a las bombardas— se reconstruyeron las torres octogonales, se engrosaron los muros y las estructuras defensivas se orientaron hacia tierra en lugar de hacia el mar. Derrotados los franceses dos veces, en Cerignola y en el Garigliano, se produjo la completa conquista de todo el Reino de Nápoles a favor de España.
Durante el reinado de los virreyes españoles y posteriormente de los Borbones el castillo fue fortificado todavía más con baterías y dos puentes levadizos. La estructura perdió completamente la función de residencia real y desde el siglo xviii también el título de «fabbrica reale», y fue dedicado a acantonamiento y puesto avanzado militar —desde el cual los españoles bombardearon la ciudad durante los motines de Masaniello— y a prisión, donde fue recluido entre otros el filósofo Tommaso Campanella antes de ser condenado a muerte, y más tarde algunos jacobinos, carbonarios y liberales como Carlo Poerio, Luigi Settembrini o Francesco De Sanctis.

### Desde la unificación italiana hasta la actualidad

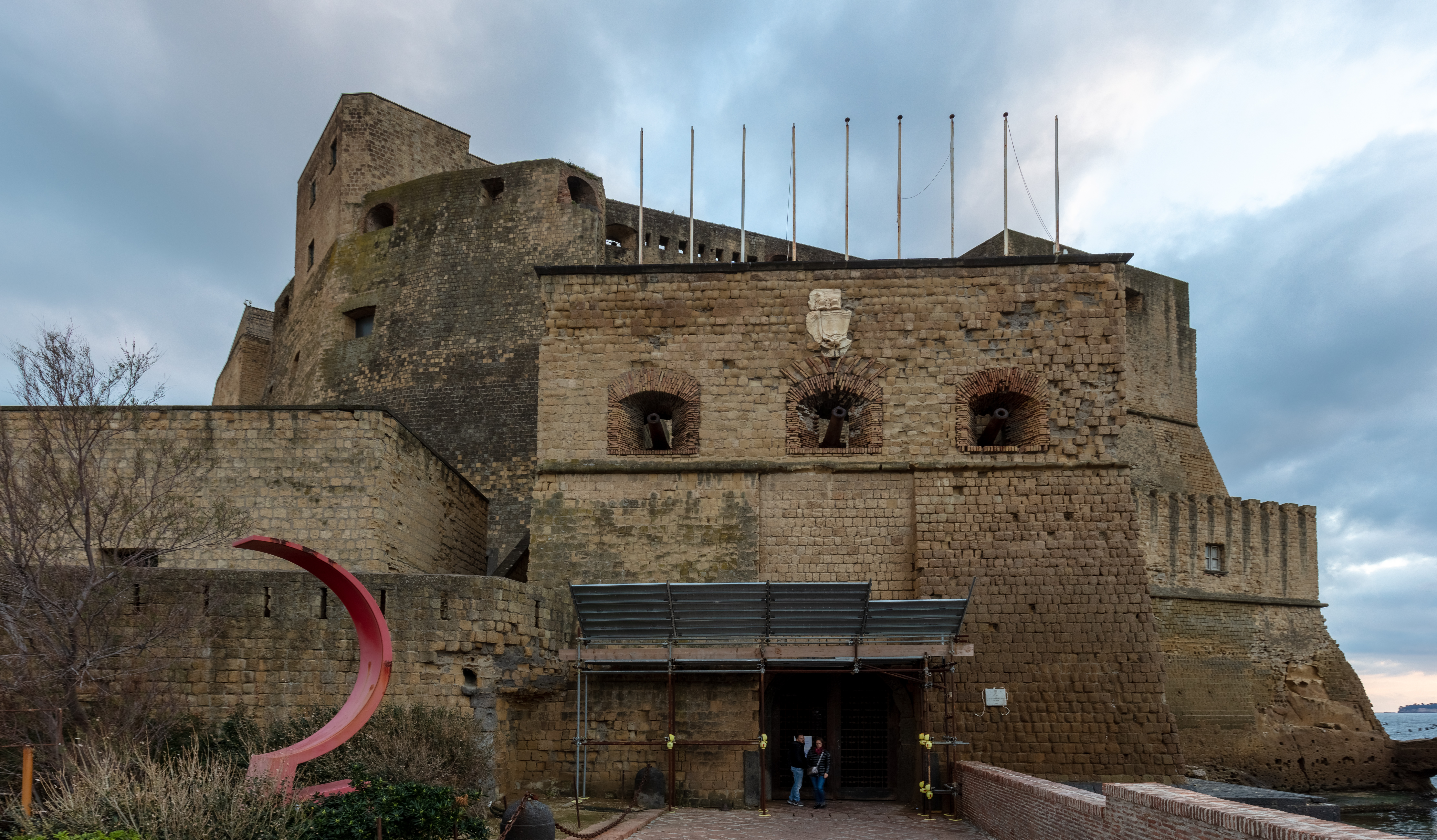
Entrada al castillo.

Durante la época del llamado Risanamento, que cambió el aspecto de Nápoles tras la unificación italiana, un proyecto elaborado por la Associazione degli Scienziati, Letterati e Artisti en 1871 propuso la demolición del castillo para hacer espacio a un nuevo barrio. Sin embargo, ese proyecto no fue realizado y el edificio siguió siendo propiedad del Estado y prácticamente en estado de abandono, hasta el inicio de su restauración en 1975.
Actualmente está anexo al histórico barrio de Santa Lucía y es visitable. En sus grandes salas se realizan exposiciones, conferencias y eventos. En su base se encuentra el puerto deportivo turístico del Borgo Marinari, animado por restaurantes y bares, sede histórica de algunos de los círculos náuticos más prestigiosos de Nápoles.